# Buku Limau
Buku Limau is een bestuurslaag in het regentschap Belitung Timur van de provincie Bangka-Belitung, Indonesië. Buku Limau telt 799 inwoners (volkstelling 2010).